# Hexeditor
En hexeditor är en typ av datorprogram som kan användas för att läsa eller redigera vilka typer av datorfiler som helst, direkt i maskinkod. Maskinkoden presenteras vanligen både med hexadecimala siffror, där varje siffra motsvarar ett av 16 olika värden; 0,1,2,3,4,5,6,7,8,9,A,B,C,D,E samt F (de hexadecimala siffrorna A till F motsvarar 10 till 15 med decimala siffror; efter F följer 10 som motsvarar 16 decimalt etc). Men varje hexadecimal siffra motsvarar en kombination av fyra binära siffror. Sålunda motsvarar t.ex. det hexadecimala värdet B (11 decimalt) den binära kombinationen 1011. Då datorer arbetar binärt, vilket kan ses som långa kombinationer av ettor eller nollor - eller kanske bättre "av" eller "på". De hexadecimala talen brukar presenteras två och två, eftersom detta motsvarar 8 bitar eller en byte och kan kombineras på 256 olika sätt. (binärt från 00000000 till 11111111, hexadecimalt från 00 till FF)
Hexeditorer förenklar den binära koden en kortare hexadecimal representation. Vanligen presenterar hexeditorer även koden som (utökad) ASCII. 8-bitars ASCII har 256 olika tecken, vissa av dessa är dock icke utskrivbara (t.ex. pipljud, vagnretur etc). Hexeditorn presenterar normalt både den hexadecimala koden och 8-bitars ASCII, icke utskrivbara tecken representeras istället av en punkt. Den hexadecimala koden står vanligen till vänster och ASCII tecknen till höger.
ASCII-delen underlättar t.ex. att hitta strängar (text) inuti filer (oberoende av format). Men att redigera direkt eller indirekt exekverbara filer (i Windows/DOS miljö filer med ändelserna EXE, COM, DLL, OCX, CPL samt SCR) är inte tillrådligt om man inte vet vad man gör. Även om det fr.o.m. Windows XP finns en inbyggd säkerhet mot de mest uppenbara självförstörande redigeringarna (filskyddet kan dock tas bort, om man tvunget vill).
Avancerade hexeditorer kan öppna inte bara filer utan också kataloger (mappar), partitioner och hela hårddiskar eller optiska skivor samt USB-enheter. Det är t.o.m. möjligt att redigera direkt i minnet[källa behövs], men vilket dock får anses höra till den mer avancerade skolan, och inget man bör utföra om man inte vet vad man gör.
Att redigera programfiler (med de filändelser som omnämnts) kallas reverse engeneering och är otillåten utan copyrightinnehavarens tillstånd. För detta ändamål finns likväl än mer avancerade verktyg.